# Catu (microregio)
Catu is een van de 32 microregio's van de Braziliaanse deelstaat Bahia. Zij ligt in de mesoregio Metropolitana de Salvador en grenst aan de Atlantische Oceaan in het zuidoosten, de mesoregio's Nordeste Baiano in het noordoosten en noorden en Centro-Norte Baiano in het noordwesten en de microregio's Santo Antônio de Jesus in het westen en Salvador in het zuiden. De microregio heeft een oppervlakte van ca. 2753 km². Midden 2004 werd het inwoneraantal geschat op 196.509.
Zeven gemeenten behoren tot deze microregio:
- Amélia Rodrigues
- Catu
- Itanagra
- Mata de São João
- Pojuca
- São Sebastião do Passé
- Terra Nova

Mesoregio's: Centro-Norte Baiano · Centro-Sul Baiano · Extremo Oeste Baiano · Metropolitana de Salvador · Nordeste Baiano · Sul Baiano · Vale São-Franciscano da Bahia

Microregio's: Alagoinhas · Barra · Barreiras · Bom Jesus da Lapa · Boquira · Brumado · Catu · Cotegipe · Entre Rios · Euclides da Cunha · Feira de Santana · Guanambi · Ilhéus-Itabuna · Irecê · Itaberaba · Itapetinga · Jacobina · Jequié · Jeremoabo · Juazeiro · Livramento do Brumado · Paulo Afonso · Porto Seguro · Ribeira do Pombal · Salvador · Santa Maria da Vitória · Santo Antônio de Jesus · Seabra · Senhor do Bonfim · Serrinha · Valença · Vitória da Conquista